# أحمد فرحان
أحمد فرحان مشرف (مواليد 3 أغسطس 2000) هو لاعب كرة قدم عراقي محترف يلعب كلاعب خط وسط نفط البصرة سابقا ونادي الشرطة العراقي حاليا والمنتخب العراقي.

## البدايات
انظم أحمد إلى فريق الميناء الأول في عام 2017 وبقي في النادي حتى عام 2020، وسجل ثلاثة أهداف قبل أن ينتقل إلى غريمه في المدينة نفط البصرة، حيث سجل تسعة أهداف في موسمه الأول بالنادي.

## المسيرة الدولية
تم استدعاء فرحان للمنتخب العراقي لأول مرة في كأس العرب 2021. بدأ مباراتي العراق الافتتاحيتين ضد عمان والبحرين قبل أن تبقيه الإصابة على مقاعد البدلاء في مباراة العراق النهائية ضد قطر.